# Ijeoma Uchegbu
Ijeoma Uchegbu est une pharmacologue et entrepreneuse nigériane, spécialiste des nanosciences pharmaceutiques. Elle est également connue pour son engagement public scientifique,.

## Éducation et début de carrière
Ijeoma Uchegbu passe son enfance à Hackney et dans le sud-est du Nigeria. Elle étudie la pharmacie à l'Université de Benin, dont elle est diplômée en 1981, et obtient sa maîtrise à l'université de Lagos. Empêchée de terminer un doctorat au Nigeria en raison de difficultés d'infrastructure, elle retourne au Royaume-Uni et termine ses études de troisième cycle à l'université de Londres, obtenant un doctorat en 1997 sous la direction d'Alexander (Sandy) Florence, doyen de l'École de pharmacie. Elle est chargée de cours à l'université de Strathclyde de 2002 à 2004.

## Recherche
Ijeoma Uchegbu est nommée titulaire d'une chaire de délivrance de médicaments à l'université de Strathclyde en 2002. Elle y travaille sur l'auto-assemblage des polymères, identifiant les matériaux qui pourraient former des nanosystèmes stables. Elle démontre que le poids moléculaire du polymère peut être utilisé pour contrôler la taille des vésicules. Elle rejoint l'University College de Londres en 2006 en tant titulaire de la chaire de nanoscience pharmaceutique à la School of Pharmacy,. Elle dirige un groupe de recherche qui étudie la conception moléculaire et le dosage des produits pharmaceutiques. Elle conçoit des polymères qui s'auto-assemblent en nanoparticules avec les propriétés appropriées pour transporter des médicaments. Elle étudie l'utilisation des nanoparticules dans l'administration de médicaments. Uchegbu détient plusieurs brevets pour la délivrance de médicaments,,,,,,, et des polymères biocompatibles,,. Ses produits pharmaceutiques fournissent des gènes et des siRNA aux tumeurs et aux peptides du cerveau et encouragent l'absorption de médicaments hydrophobes à l'aide de nanoparticules. Ses recherches portent sur l'utilisation de la nanomédecine dans le traitement des tumeurs cérébrales. En 2018, elle obtient une subvention de 5,7 millions de livres sterling du Conseil de recherche en ingénierie et sciences physiques (en), Raman Nano theranostics, qui utilisera des nanoparticules d'or pour identifier les maladies et la lumière afin de détruire les cellules malades. Elle travaille également avec des nanoparticules magnétiques,.

### Nanomerics
En 2010, Ijeoma Uchegbu fonde avec Andreas Schätzlein l'entreprise pharmaceutique Nanomerics, qui utilise des plateformes de nanotechnologie pour développer la médecine. Elle en est la directrice scientifique. Nanomerics développe des structures capables de transporter des anticorps qui peuvent traverser la barrière hémato-encéphalique et des nanoparticules de technologie d'enveloppe moléculaire à partir de polymères amphiphiles qui s'auto-assemblent. Elle remporte le prix de la Royal Society of Chemistry Emerging Technologies pour leur technologie d'enveloppe moléculaire en 2017. Elle brevette le médicament NM133 à Iacta Pharmaceuticals en 2017 : NM133 contient de la cyclosporine A et peut être utilisé pour traiter la sécheresse oculaire.

### Service professionnel
Elle siège au comité de rédaction du Journal of Controlled Release (en). Elle est secrétaire scientifique de la Controlled Release Society. Elle est rédactrice en chef de Pharmaceutical Nanotechnology. Elle fait partie de l'équipe consultative sur la stratégie des soins de santé du Conseil de recherche en génie et en sciences physiques. Elle participe aux célébrations de l'University College de Londres à l'occasion des 70 ans du National Health Service. En 2007, elle figure parmi les Women of Outstanding Achievement in SET Photographic Exhibition au Science Museum de Londres et au British Museum.
En 2015, Uchegbu est nommée vice-rectrice adjointe de l'University College de Londres pour l'Afrique et le Moyen-Orient,. Elle préside le réseau régional Afrique et Moyen-Orient à l'University College de Londres, créant des partenariats et créant des équipes collaboratives, accueillant des visiteurs internationaux et soutenant le recrutement d'étudiants.

### Engagement public
Ijeoma Uchegbu est engagée en matière de vulgarisation scientifique, par exemple dans BBC Woman's Hour (en) où elle présente ses recherches sur l'utilisation des nanoparticules dans l'administration des médicaments, et dans Soapbox Science (en), un programme international de vulgarisation promouvant les femmes scientifiques.
Elle milite également pour l'égalité des races, en tant que représentante de l'UCL Provost et comme le seul Black British Role Model pour la Women's Engineering Society. Elle fait également partie de l'équipe d'auto-évaluation de la Charte d'égalité raciale de l'University College de Londres,. Elle fait partie du Black Female Professors Forum, où elle est une des 55 femmes professeurs de couleur et une des 25 femmes noires professeurs au Royaume-Uni en 2017,.

### Livres
- (en) Synthetic Surfactant Vesicles: Niosomes and Other Non-Phospholipid Vesicular Systems, Amsterdam, 1st, 1er février 2000 (ISBN 9789058230119)
- (en) Polymers in Drug Delivery, Boca Raton, Fla., 1st, 19 mai 2006 (ISBN 9780849325335)
- (en) Fundamentals of Pharmaceutical Nanoscience, New York; Heidelberg, 2013, 9 décembre 2013 (ISBN 9781461491637)

### Prix et distinctions
- 2007 : UK Département des Affaires, de l'Innovation et des Compétences Women of Outstanding Achievement in Science Engineering and Technology[11].
- 2012 : Scientifique pharmaceutique de l'année de la Royal Pharmaceutical Society (en)[46].
- 2013 : Membre éminente de l'Académie des sciences pharmaceutiques[47]
- 2013 : College of Fellows de la Controlled Release Society[48].
- 2016 : Prix de l' innovation scientifique de l'Académie des sciences pharmaceutiques[49].